# Будняк, Владимир Никитович
Владимир Никитович Будняк (14 мая 1915, Саинка, Ямпольский уезд, Подольская губерния, Российская империя — 1998, Луганская область) — директор совхоза «Красноармеец» Белокуракинского района Луганской области. Герой Социалистического Труда (1966).

## Биография
Получил высшее образование. В 1938 году призван в ряды Красной Армии. Участвовал в Великой Отечественной войне. Воевал в составе Юго-Западного фронта. Был дважды ранен. Лечился в госпиталях Саратова и Одессы. С боями прошёл Восточную Европу и освобождал Будапешт, Венгрию и Югославию. День Победы встретил в Австрии. После демобилизации приехал в Белокуракинский район Луганской области.
С 1951 года работал директором совхоза «Красноармеец». Удостоен звания Героя Социалистического Труда за успехи, достигнутые в увеличении объёмов производства и заготовки зерновых и кормовых культур.
Неоднократно избирался депутатом сельского, районного и областного советов.
Умер в 1998 году.

## Награды
- Герой Социалистического Труда — указ Президиума Верховного Совета от 23 июня 1966 года
- Орден Ленина
- Орден Трудового Красного Знамени (1957)
- Орден Славы III степени
- Медали «За боевые заслуги», «За отвагу».